# Daphnis (Gattung)
Daphnis ist eine Gattung innerhalb der Schmetterlingsfamilie der Schwärmer (Sphingidae).

## Merkmale
Die Flügel haben für gewöhnlich eine grüne oder braune Färbung und tragen ein Muster aus geschwungenen Binden und Dreiecken aus verschiedenen Farben. Die Flügelspitze der Vorderflügel läuft spitz zu. Die Facettenaugen sind groß und unbehaart. Die Labialpalpen sind groß, abgestumpft und fein beschuppt. Die Fühler sind bei den Männchen borstenförmig und am Ende fein auslaufend, die der Weibchen sind am Ende leicht keulenförmig verdickt.
Der Körper der Raupen verjüngt sich ab dem ersten Hinterleibssegment nach vorne hin stark. Der Kopf ist verhältnismäßig klein. Am dritten Thoraxsegment besitzen die meisten Arten seitlich je einen auffälligen Augenfleck, zudem verläuft entlang der Seiten des Hinterleibs bis zum Analhorn eine blasse Längslinie. Das Horn ist gedrungen und bei Raupen im letzten Stadium nach unten gekrümmt.

## Vorkommen
Die Gattung ist in den Tropen und Subtropen der alten Welt verbreitet.

## Lebensweise und Präimaginalstadien
Die Raupen ernähren sich vorwiegend von Bäumen und Büschen der Rötegewächse (Rubiaceae) und Hundsgiftgewächse (Apocynaceae). Die Eier sind kugelig und haben eine blassgrüne, glänzende Farbe. Der Saugrüssel verläuft bei der Puppe entrollt als schwarze Linie entlang des Körpers. Um die Stigmen ist die Puppe schwarz gefärbt. Der Kremaster ist lang und schlank und endet in einem Dornenpaar.

## Systematik
In Europa wird die Gattung Daphnis nur durch den in den Sommermonaten als Wanderfalter einfliegenden Oleanderschwärmer (Daphnis nerii) vertreten. Insgesamt sind 12 Arten der Gattung bekannt:
- Daphnis dohertyi Rothschild, 1897
- Daphnis hayesi Cadiou, 1988
- Daphnis hypothous (Cramer, 1780)
- Daphnis kitchingi Haxaire & Melichar, 2011
- Daphnis layardii Moore, 1882
- Daphnis minima Butler, 1876
- Daphnis moorei Macleay, W.J., 1866
- Oleanderschwärmer (Daphnis nerii) (Linnaeus, 1758)
- Daphnis placida (Walker, 1856)
- Daphnis protrudens R. Felder, 1874
- Daphnis torenia Druce, 1882
- Daphnis vriesi Hogenes & Treadaway, 1993

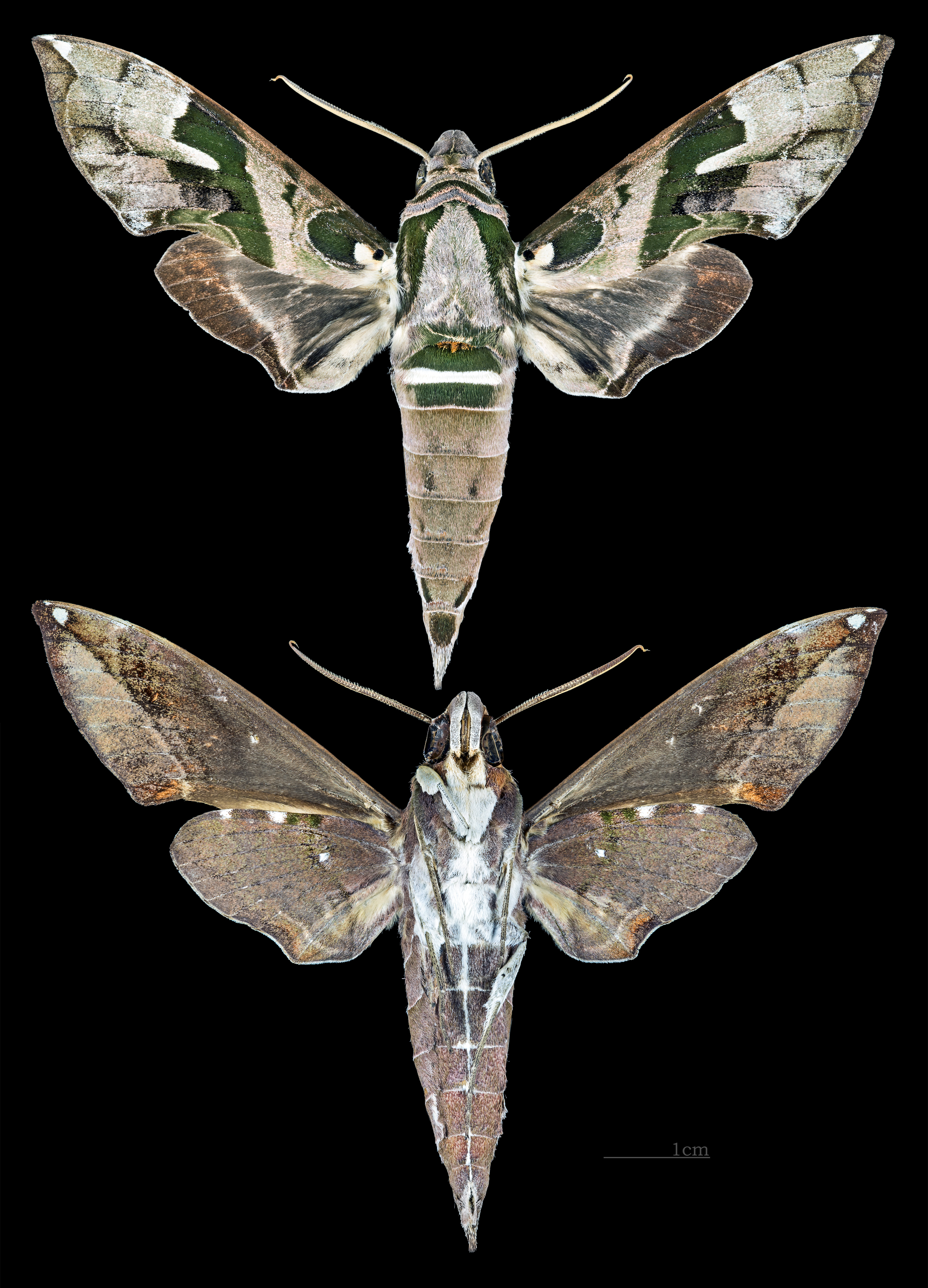
Daphnis dohertyi
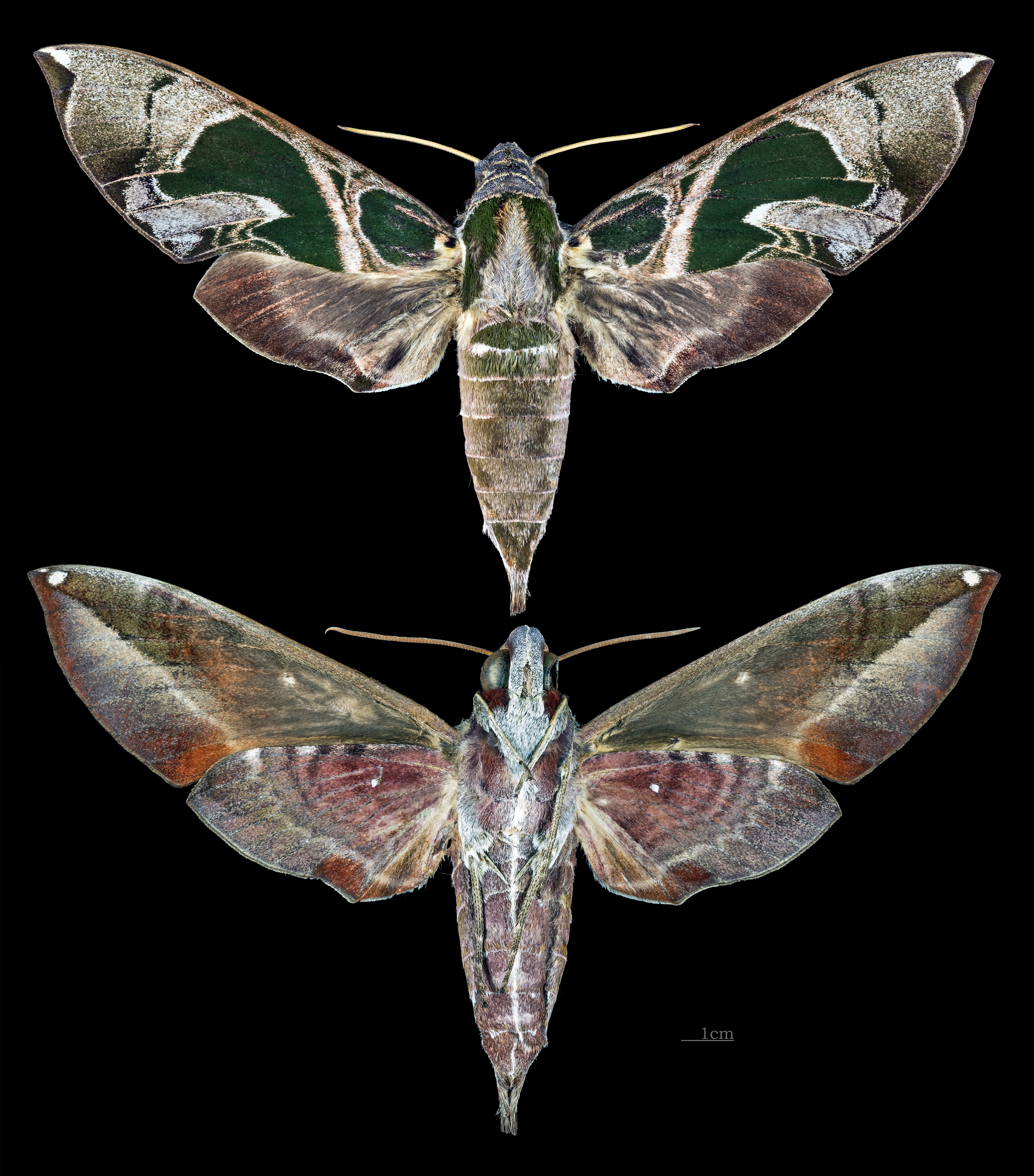
Daphnis hayesi
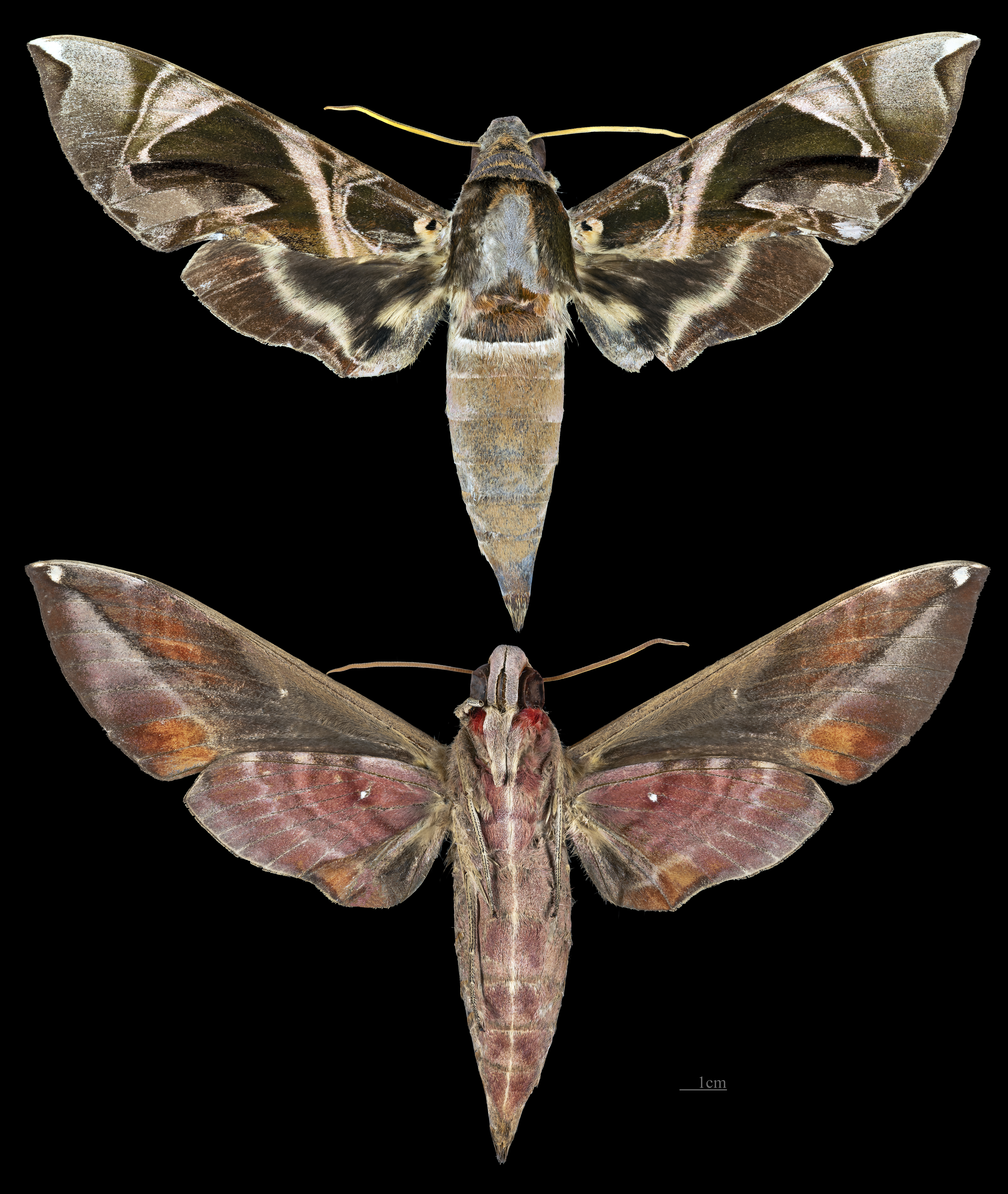
Daphnis hypothous
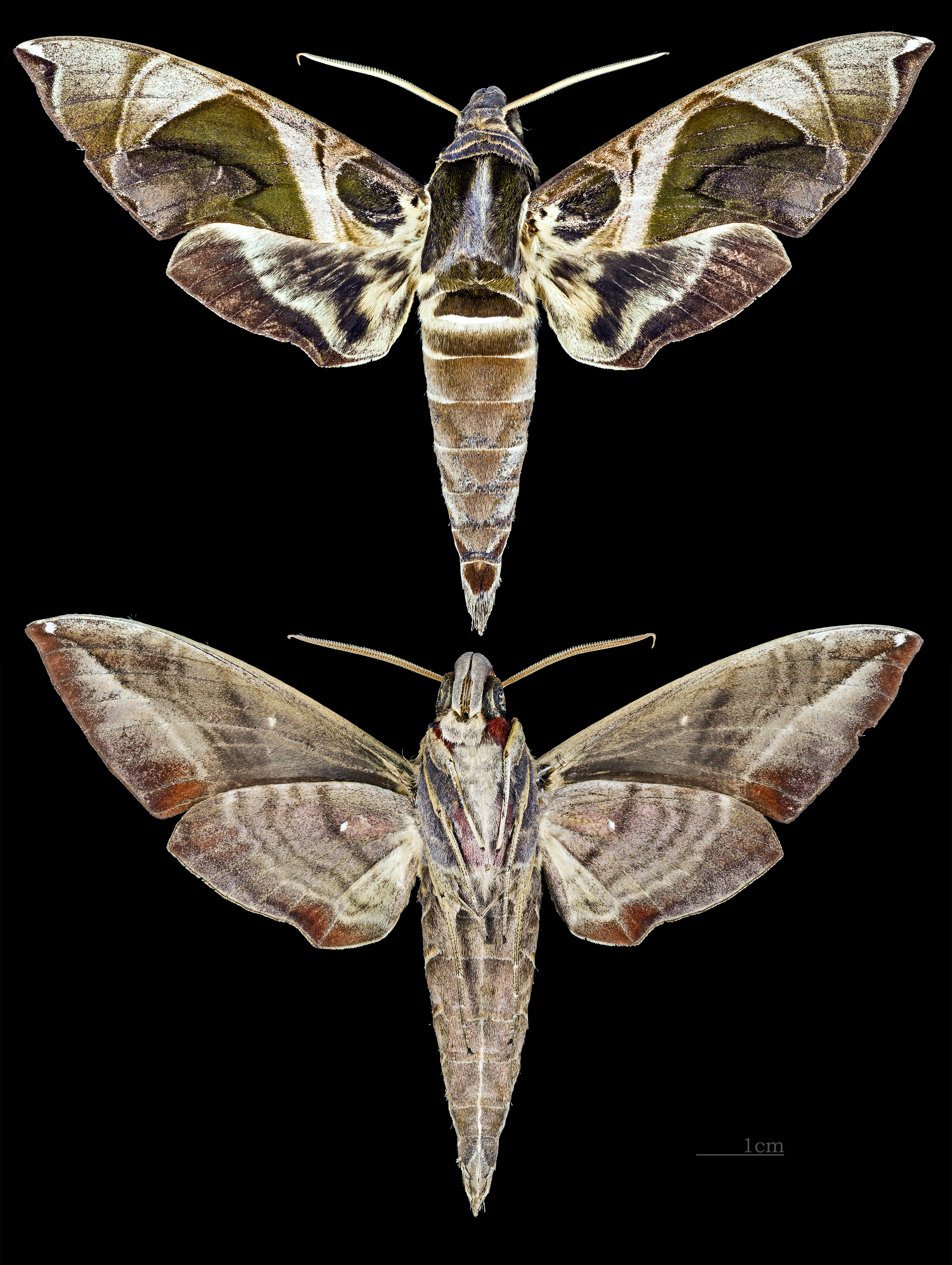
Daphnis moorei
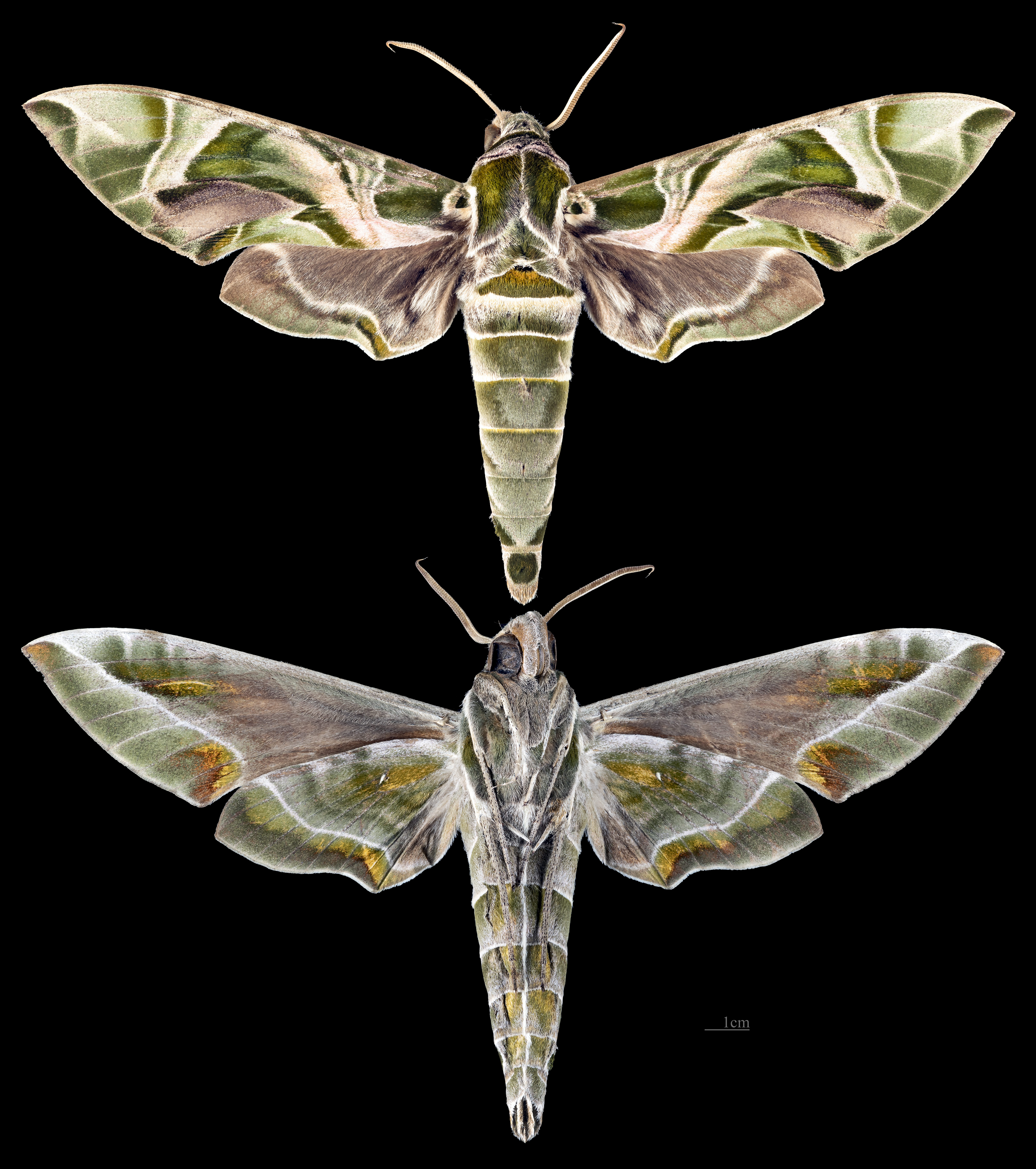
Daphnis nerii
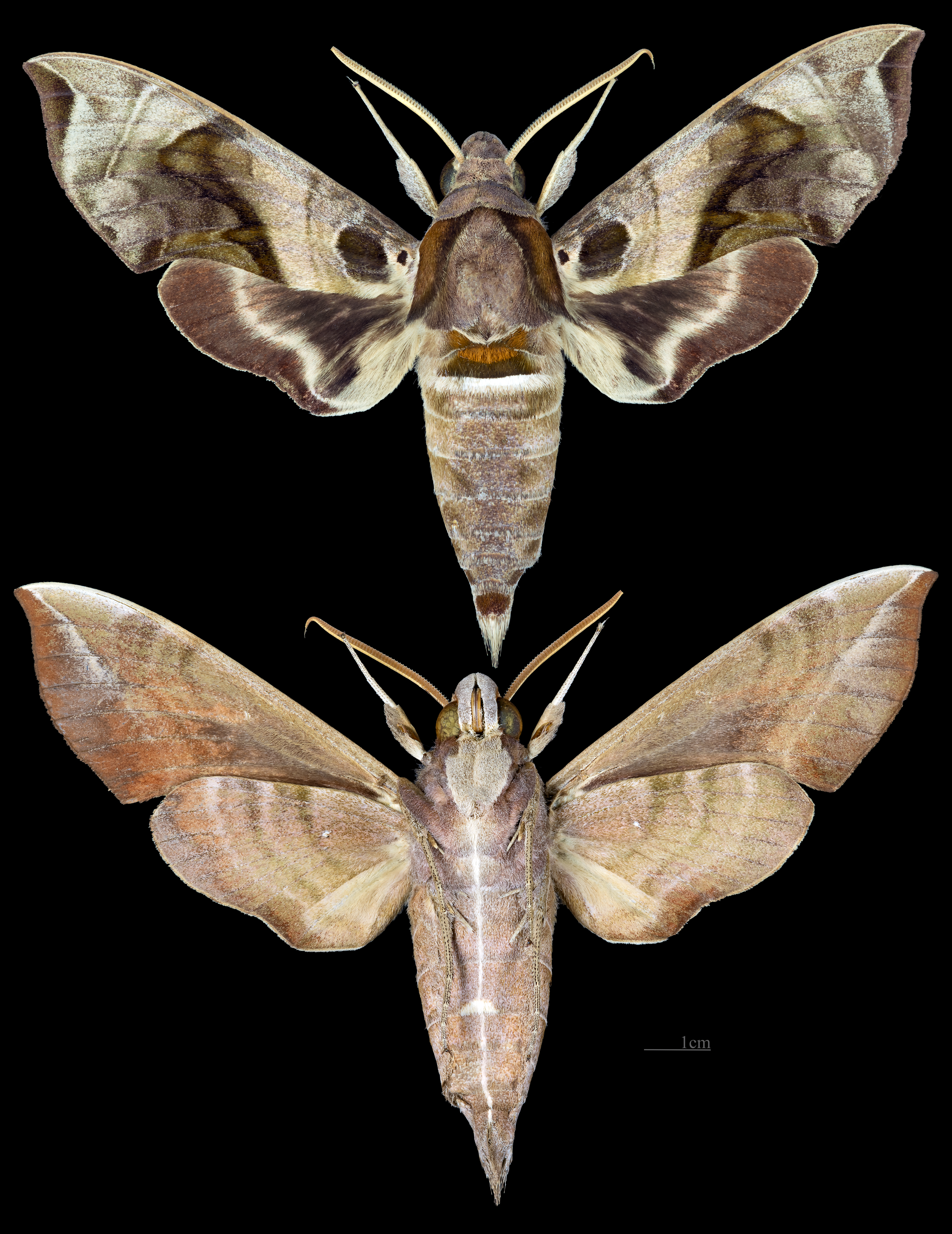
Daphnis placida
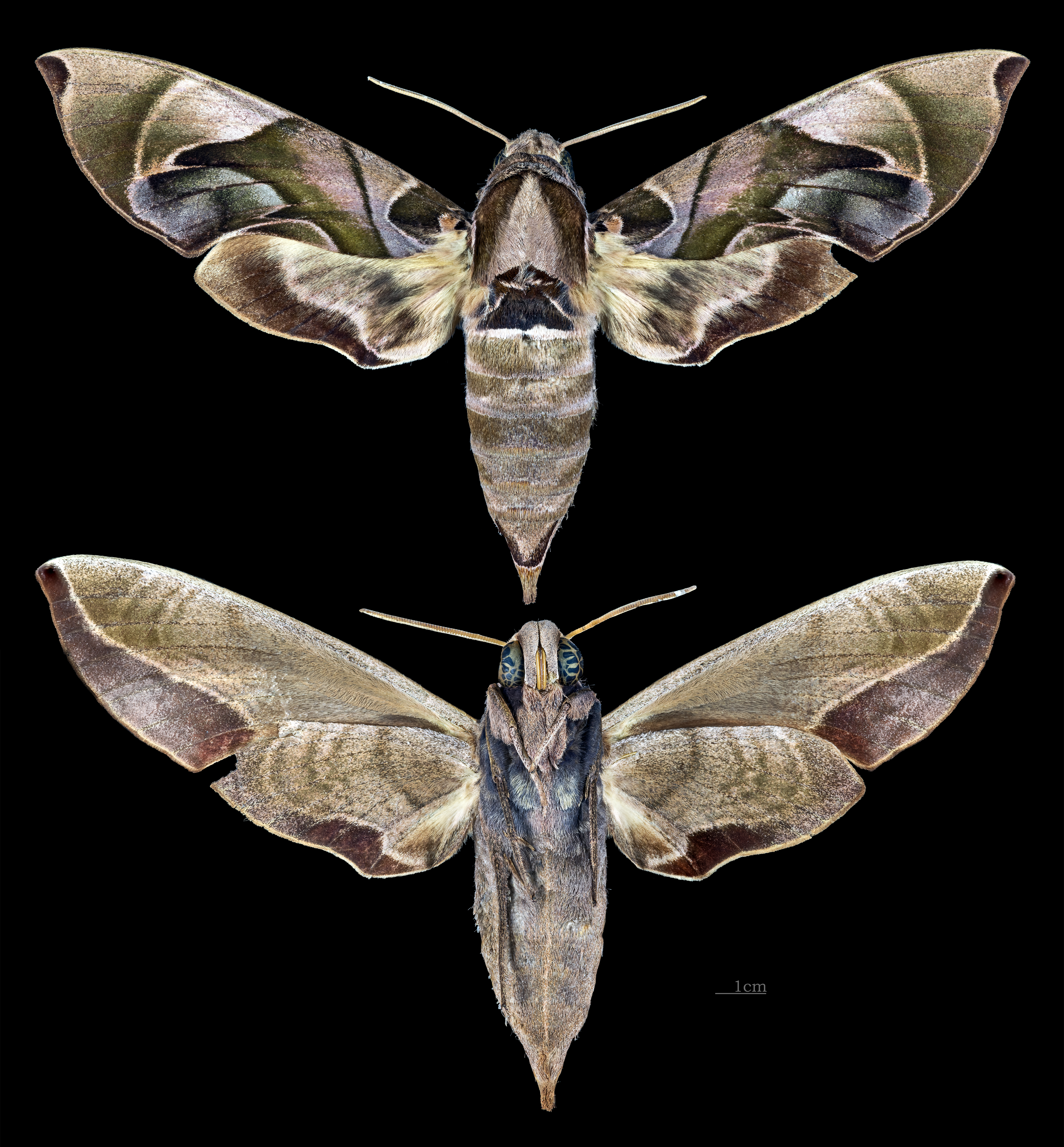
Daphnis protrudens
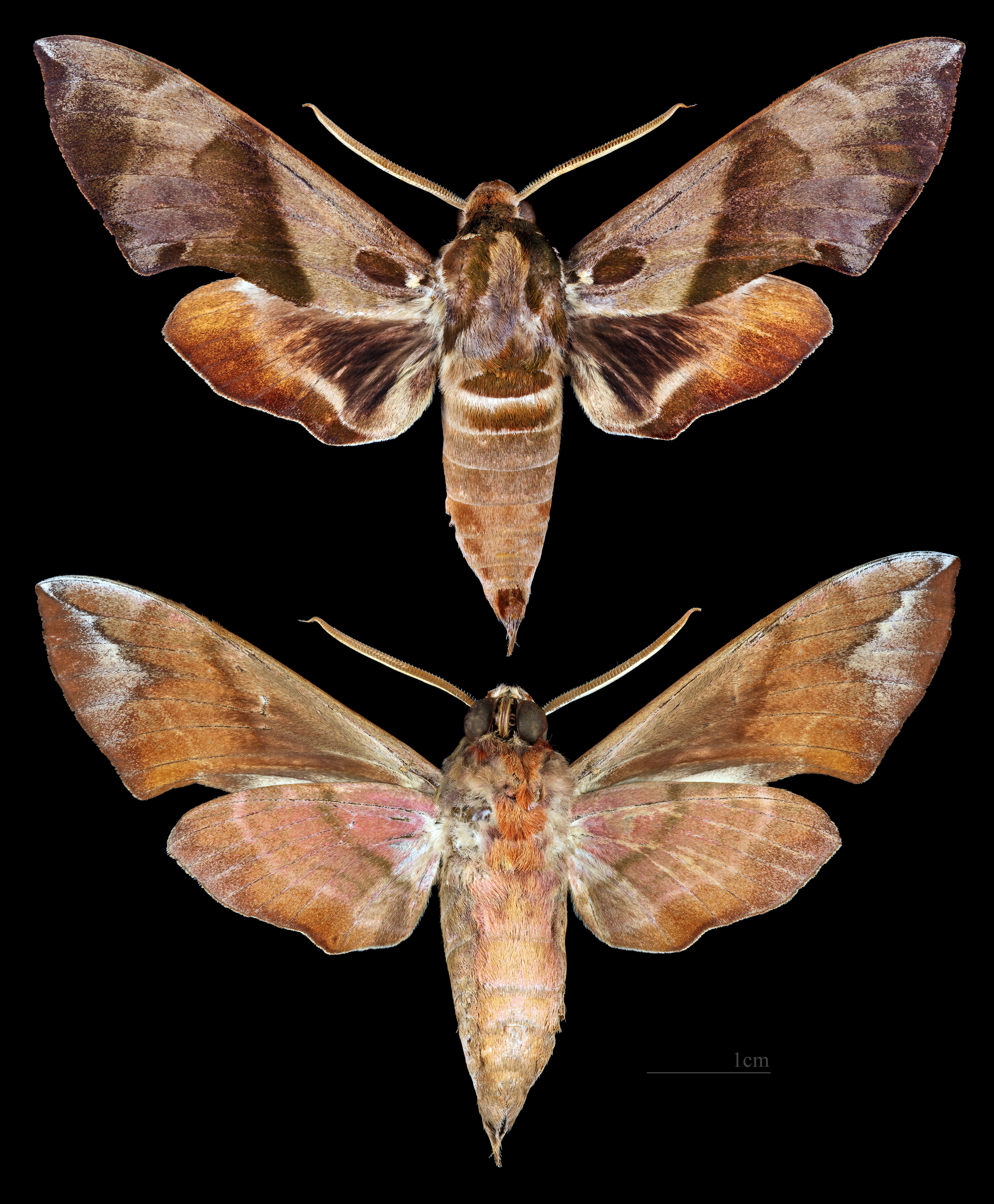
Daphnis torenia

## Belege